# Hígado
El hígado es un  órgano que está presente tanto en el ser humano como en el resto de animales vertebrados. Está situado en la parte superior derecha del abdomen, debajo del diafragma, segrega la bilis, esencial para la digestión de las grasas, también cuenta con otras muchas funciones, entre ellas la síntesis de proteínas plasmáticas, almacenamiento de vitaminas y glucógeno y función desintoxicante. Sus células principales son los hepatocitos y uno de sus rasgos más característicos es que tiene la capacidad para regenerarse. El hígado es responsable de eliminar de la sangre diferentes sustancias que puedan resultar nocivas para el organismo, entre ellas el alcohol, convirtiéndolas en inocuas. La ausencia de hígado o su falta de funcionamiento es incompatible con la vida.El hígado humano tiene un peso medio de 1500 gramos.

## Etimología
El vocablo «hígado» no deriva de su homónimo en latín jecur, ni del griego hepatos. Proviene de la expresión latina ficatum jecur que significa literalmente «hígado cebado con higos». En la antigüedad los habitantes de Roma tenían la costumbre de alimentar a ciertas aves con higos con la finalidad de obtener una delicia gastronómica, pues el hígado de estos animales adquiría de esta forma un sabor delicioso. Con el tiempo ficatum jecur pasó a significar simplemente hígado y la expresión fue abreviándose, transformándose primero en ficatum, después en fégado y finalmente en hígado. Por lo tanto hígado e higo tienen la misma etimología en español.

## Anatomía hepática

### Aspectos generales

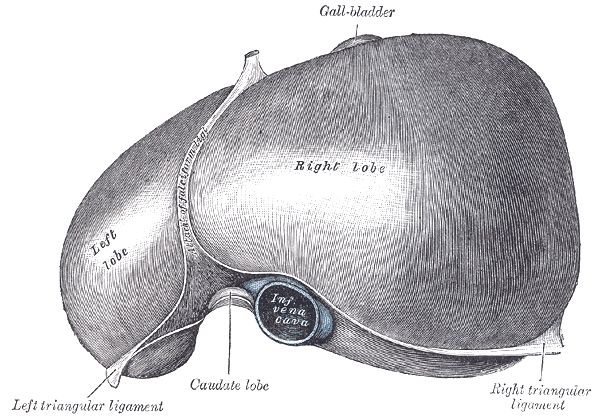
Vista superior de la cara diafragmática del hígado, puede observarse el ligamento falciforme que lo divide en los lóbulos derecho e izquierdo.

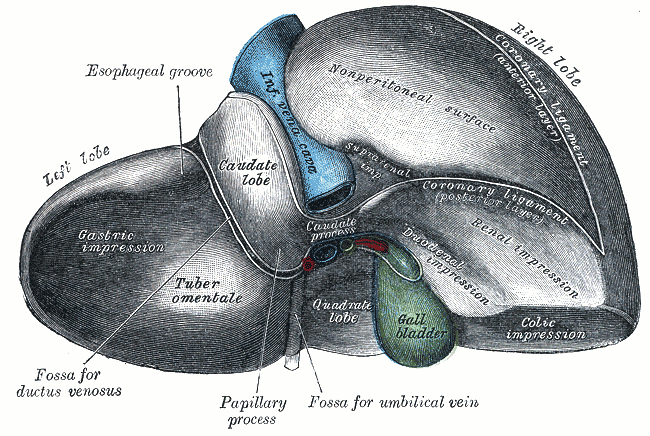
Cara inferior del hígado donde es visible la impresión gástrica, cólica, duodenal y renal, la vena cava inferior en color azul y la vesícula biliar en verde

El hígado tiene una forma triangular, color rojo pardo, superficie lisa y consistencia blanda y depresible. En el adulto humano mide por término medio 26 cm de ancho, 15 cm de alto y  8 cm de espesor a nivel del lóbulo derecho, su peso aproximado es 1,5 kg.

### Ubicación

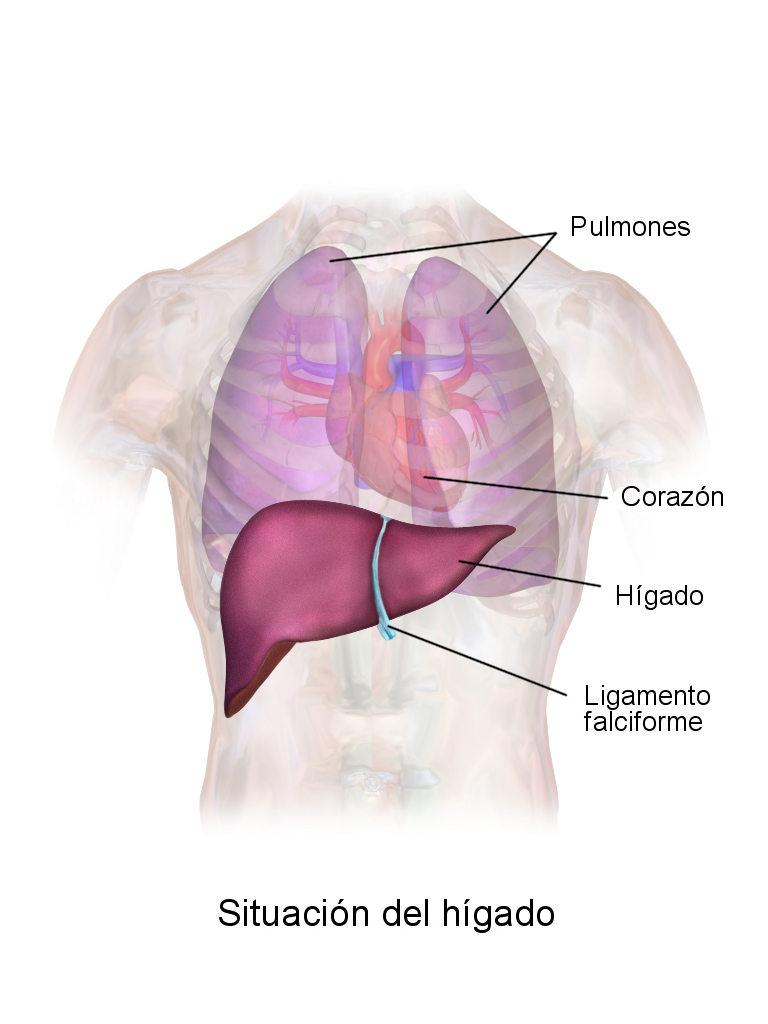

El hígado se localiza en la región, superior derecha del abdomen, por debajo del diafragma, ocupa el hipocondrio derecho y una parte del epigastrio. En condiciones normales no sobrepasa el límite del reborde costal. Llena el espacio de la cúpula diafragmática, donde puede alcanzar hasta la quinta costilla, y está próximo al corazón del cual se encuentra separado por el diafragma. Está recubierto por una cápsula fibrosa, la cápsula de Glisson, sobre la cual se aplica el peritoneo.

### Caras
El hígado se encuentra rodeado por el peritoneo visceral y presenta dos caras:
- Cara anterosuperior. Tiene forma convexa y está en contacto con el diafragma que lo separa de las bases pulmonares y la cara frénica del corazón.

- Cara posteriorinferior. También llamada cara visceral pues en ella el hígado se relaciona con estructuras situadas en el lado derecho del abdomen, muchas de las cuales dejan una impresión en la cara inferior del lóbulo derecho del hígado. Así, tenemos de atrás a delante la impresión cólica determinada por el ángulo hepático del colon, la impresión duodenal marcada por el duodeno, pegada a la fosa cística donde se aloja la vesícula biliar, la impresión renal menos marcada formada por el polo superior del riñón derecho y más adelante un profundísimo surco marcado por la vena cava inferior. En la cara inferior del lóbulo izquierdo están la impresión gástrica y la escotadura del esófago, en el borde posterior.[9][10]

En la base del hígado se encuentra la vesícula biliar y el hilio hepático, que es la zona de entrada de la vena porta, la arteria hepática y la salida del conducto hepático. La estructura del hígado va a seguir las divisiones de la vena porta hepática. Tras la división de ramos segmentarios, las ramas de la vena porta, acompañadas de las de la arteria hepática y de las divisiones de los conductos hepáticos, se encuentran juntas en el espacio porta.

### Lóbulos hepáticos
El hígado se divide por el ligamento falciforme en dos lóbulos principales, derecho e izquierdo.
Existen otros dos lóbulos más pequeños el lóbulo cuadrado y el lóbulo caudado que para muchos anatomistas pertenecen al lóbulo izquierdo, aunque otros textos consideran que el hígado tiene cuatro lóbulos.
- Lóbulo derecho, situado a la derecha del ligamento falciforme;
  - Lóbulo cuadrado, visible solamente en la cara inferior del hígado; se encuentra limitado por el surco umbilical a la izquierda, el lecho vesicular a la derecha y el hilio del hígado por detrás;
  - Lóbulo de Spiegel (lóbulo caudado), situado entre el borde posterior del hilio hepático por delante, la vena cava por detrás.
- Lóbulo izquierdo, extendido sobre el estómago y situado a la izquierda del ligamento falciforme:

Existen variantes anatómicas frecuentes como el Lóbulo Hepático de Riedel donde hay una prolongación infracostal derecha que se puede confundir con hepatomegalia (aumento del tamaño hepático).

### Segmentos hepáticos

El hígado y sus segmentos.

La clasificación de Couinaud divide el hígado en ocho segmentos que son funcionalmente independientes,  cada uno de estos segmentos dispone de una rama de la vena porta hepática, una rama de la arteria hepática, una rama venosa de salida que tributa a las venas hepáticas y un conducto biliar por el que la bilis llega al conducto hepático. Los segmentos 5, 6, 7 y 8 corresponden al lóbulo derecho, 2, 3 y 4 al lóbulo izquierdo y 1 al lóbulo caudado.

### Ligamentos
El hígado está cubierto por el peritoneo visceral, tiene varias conexiones con el peritoneo parietal que se llaman ligamentos del hígado, los cuales no son en realidad auténticos ligamentos, sino tractos fibrosos que le dan soporte y lo sustentan sobre las estructuras adyacentes. Estos ligamentos hepáticos son los siguientes:
- Ligamento redondo del hígado. Procede de la obliteración de la vena umbilical, une el hígado a la zona umbilical de la pared abdominal anterior.
- Ligamento coronario. Une la porción posterior de la cara diafragmática del hígado con el diafragma, se prolonga a ambos lados con el ligamento triangular izquierdo y derecho que tienen la misma función.
- Ligamento falciforme. Une la cara diafragmática del hígado al diafragma y la pared abdominal anterior. Marca la división entre el lóbulo derecho y el izquierdo.
- Ligamento gastrohepático. Une la curvatura menor del estómago al hígado
- Ligamento ducto venoso. Es el remanente fibrosado del ducto venoso que durante el periodo fetal conecta la vena umbilical directamente con la vena cava inferior.
- Ligamento hepatoduodenal. Une el duodeno al hilio hepático y actúa como soporte de la vena porta, la arteria hepática y la vía biliar principal.

### Circulación sanguínea del hígado
La sangre llega al hígado a través de la vena porta y la arteria hepática. 
El sistema de la vena porta constituye el 70-75 por ciento del flujo sanguíneo y contiene sangre poco oxigenada y rica en nutrientes proveniente del tracto gastrointestinal y del bazo.

La sangre arterial llega a través de la arteria hepática, rama del tronco celíaco que contiene la sangre oxigenada.

La sangre de ambas procedencias se mezcla en los sinusoides hepáticos y abandona el órgano a través de las venas hepáticas, también llamadas suprahepáticas, que finalmente drenan en la vena cava inferior.

### Drenaje linfático del hígado
El hígado es uno de los órganos que produce mayor cantidad de linfa. Los vasos linfáticos convergen en la región del hilio hepático desde donde llegan a la cisterna del quilo en el conducto torácico que desemboca finalmente en la vena cava inferior.

### Inervación del hígado
El hígado recibe inervación simpática y parasimpática procedente del plexo celíaco y de los nervios vagos izquierdo y derecho. Ambas inervaciones forman el plexo hepático, mezcla de fibras simpáticas y parasimpáticas.

## Histología hepática

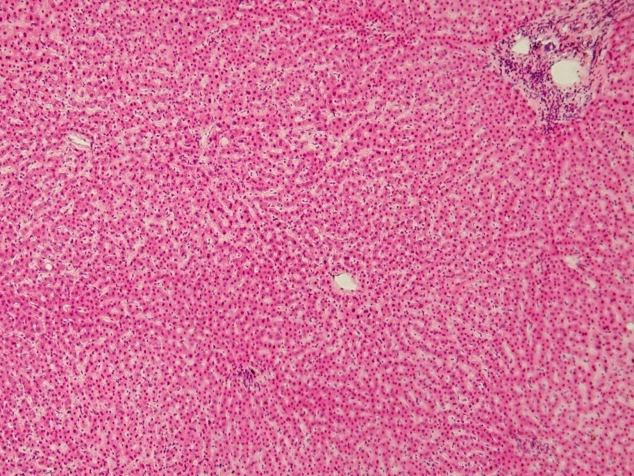
Microfotografía de células hepáticas.

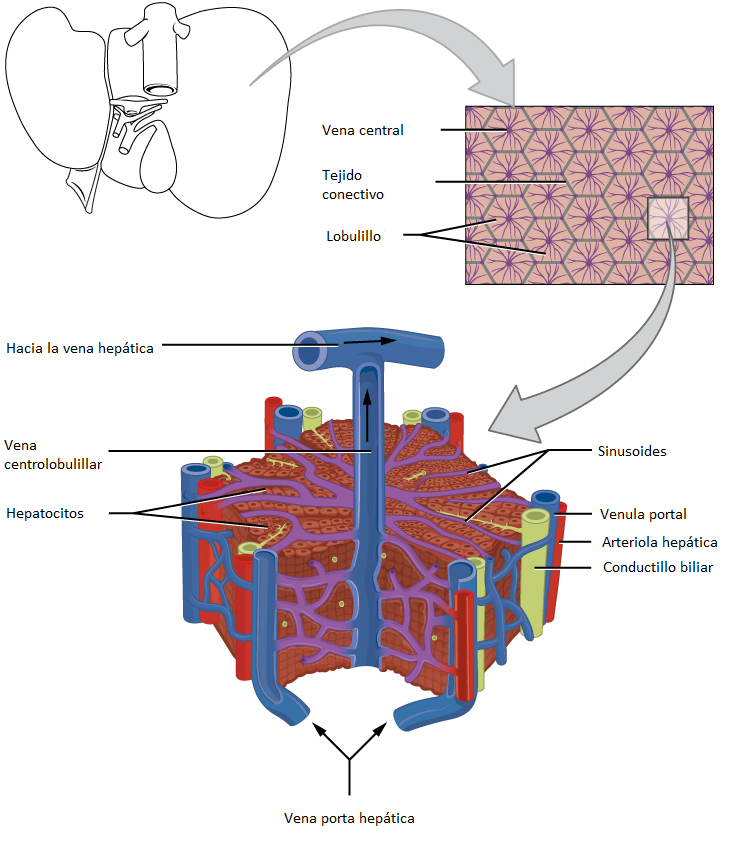
Esquema de la estructura microscópica del hígado.

Clásicamente se considera al lobulillo hepático como la unidad funcional del órgano, el hígado humano contiene entre 50 000 y 100 000 lobulillos.  El lobulillo es u estructura tridimensional  con forma de prisma hexagonal con una vena longitudinal en el sector central. En un corte histológico  bidimensional en el centro del hexágono se encuentra la vena centro-lobulillar y en las esquinas los espacios porta. Entre las esquinas del hexágono y el centro se encuentran los sinusoides hepáticos y los hepatocitos que se disponen en forma radiada en torno a cada vena centrolobulillar. En el lobulillo hepático se mezcla la sangre arterial y venosa procedente de los espacios porta para desembocar en la vena central de cada lobulillo. Dentro del lobulillo hepático se pueden distinguir las siguientes estructuras:
- Espacios porta o tríadas: son áreas triangulares situadas en los ángulos de los lobulillos hepáticos, constituidas por un estroma conjuntivo laxo; contienen en su interior una rama de la arteria hepática, una rama de la vena porta y un conductillo biliar; la bilis producida por los hepatocitos se vierte en una red de canalículos dentro de las láminas de hepatocitos y fluye, en forma centrífuga al lobulillo,[18] hacia los conductillos biliares de los espacios porta.
- Sinusoides hepáticos: son capilares que se disponen entre las láminas de hepatocitos y donde confluyen, desde la periferia de los lobulillos, las ramas de la arteria hepática y de la vena porta; la sangre fluye desde las tríadas hasta la vena central, circulando en forma centrípeta; la pared de los sinusoides está formada por una capa discontinua de células endoteliales fenestradas, que carecen de membrana basal. En los sinusoides confluyen la circulación hepática y porta. Estos drenan su contenido a la vena hepática central, de ésta a las venas hepáticas derecha e izquierda, y finalmente a la vena cava inferior.
- Espacio de Disse: es un estrecho espacio perisinusoidal, que se encuentra entre la pared de los sinusoides y las láminas de hepatocitos, ocupado por una red de fibras reticulares y plasma sanguíneo que baña libremente la superficie de los hepatocitos. En el espacio de Disse se produce el intercambio metabólico entre los hepatocitos y el plasma donde se forma la abundante linfa hepática. En este espacio también se encuentran células estrelladas hepáticas o células de Ito, de forma estrellada y su función es almacenar vitamina A.

### Células hepáticas

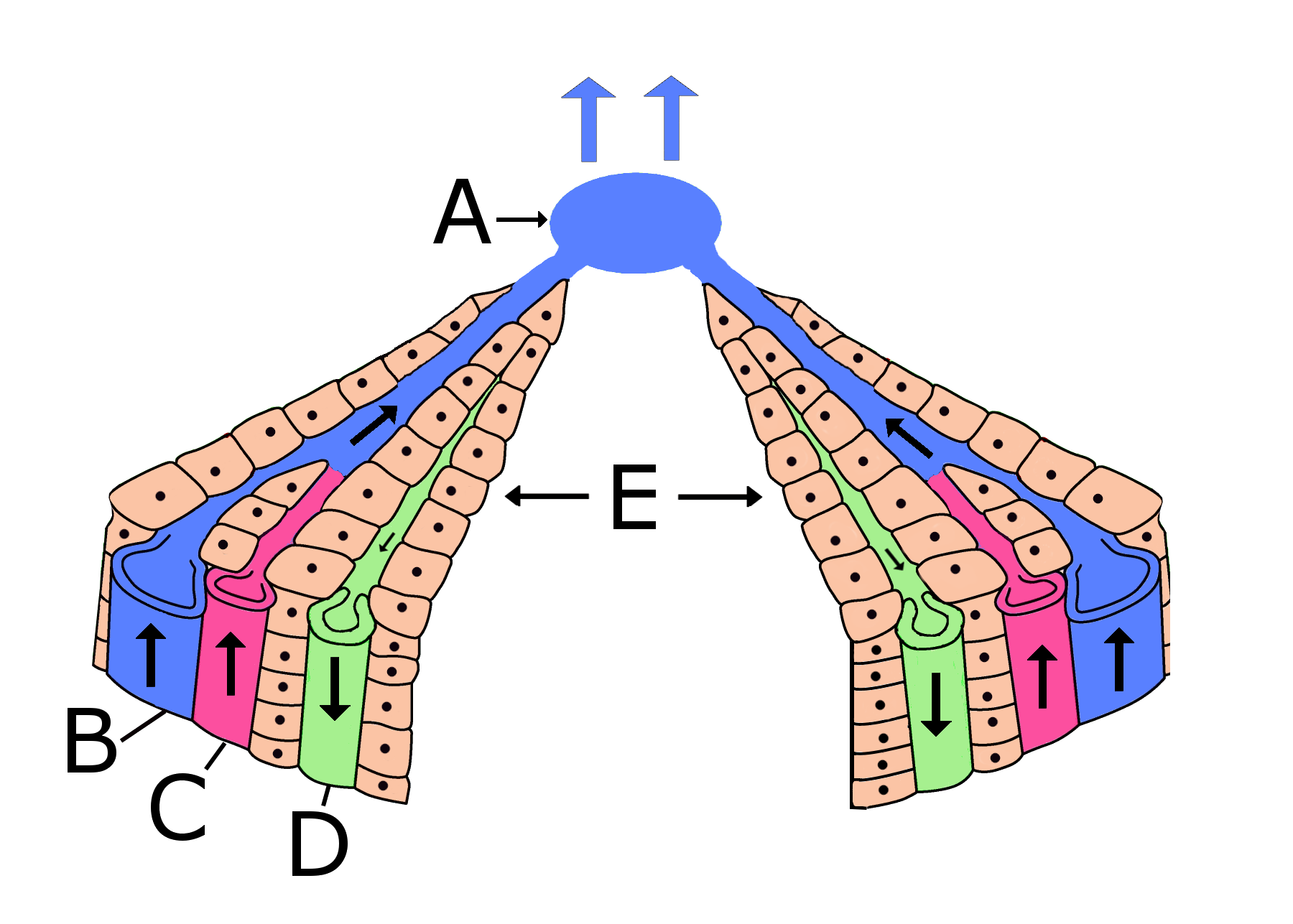
Estructura simplificada del lobulillo hepático: A. Vena centrolobulillar; B.Rama de la vena porta; C.Rama de la arteria hepática: D.Canalículo biliar; E.Hepatocitos.

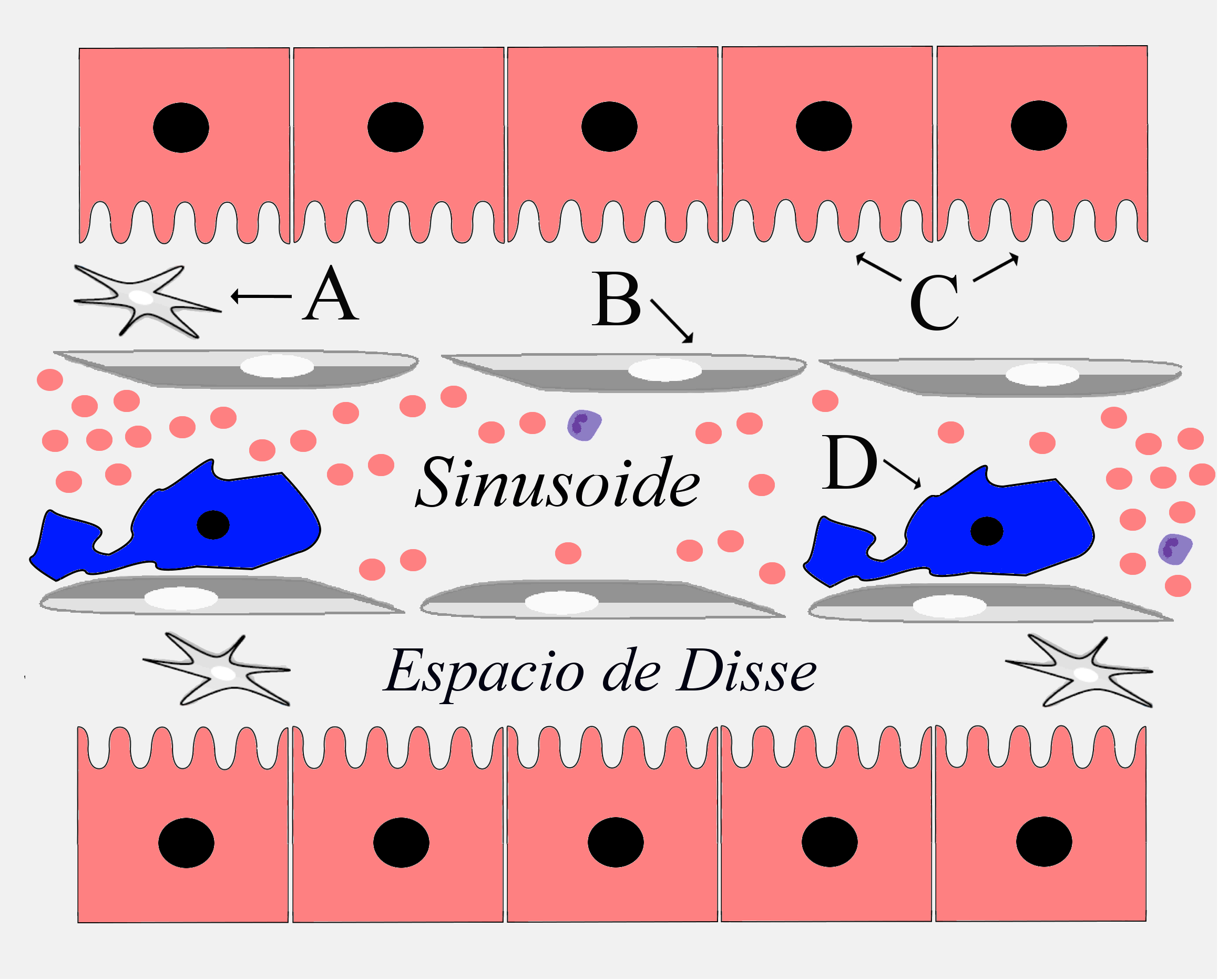
Esquema del sinusoide hepático con las principales células del hígado: A. Célula de Ito o estrellada, B. Célula endotelial fenestrada, C. Hepatocitos, D. Célula de Kupffer. En el interior del sinusoide se ven también hematíes.

Las principales células que forman parte del lobulillo hepático son las siguientes:
- Hepatocitos: constituyen alrededor del 80 % del peso y del 65 % de la población celular del tejido hepático.[19]  Son células poliédricas con 1 o 2 núcleos esféricos poliploides y un nucléolo prominente. Presentan el citoplasma acidófilo con cuerpos basófilos, y son muy ricos en orgánulos. Además, en su citoplasma contienen inclusiones de glucógeno y grasa. La membrana plasmática de los hepatocitos presenta un dominio sinusoidal con microvellosidades que mira hacia el espacio de Disse y un dominio lateral que mira hacia el hepatocito vecino. Las membranas plasmáticas de dos hepatocitos contiguos delimitan un canalículo donde será secretada la bilis. La presencia de múltiples orgánulos en el hepatocito se relaciona con sus numerosas funciones: síntesis de proteínas, metabolismo de hidratos de carbono, formación de bilis, catabolismo de fármacos y tóxicos y el metabolismo de lípidos, purinas y gluconeogénesis.
- Células de Kupffer: son macrófagos fijos pertenecientes al sistema fagocítico mononuclear que se encuentran adheridos al endotelio y que emiten sus prolongaciones hacia el espacio de Disse. Estas células eliminan de la circulación sanguínea, mediante el proceso de fagocitosis, todo tipo de partículas extrañas, innecesarias o alteradas, incluyendo eritrocitos envejecidos y bacterias. Además actúan como células presentadoras de antígeno y activan la respuesta inmune de los linfocitos T.[20]
- Células endoteliales: Estas células tapizan la luz de los sinusoides, tienen un citoplasma fenestrado (con poros) a través del cual penetran los componentes de la sangre en dirección hacia la membrana sinusoidal de los hepatocitos.
- Células hepáticas estrelladas o de Ito: Tienen forma estrellada y poseen la capacidad de almacenar lípidos y vitamina A, constituyendo la principal reserva de esta vitamina del organismo. Tras un daño hepático, las células hepáticas estrelladas, que son las principales responsables del proceso fibrogénico, son activadas adquiriendo propiedades contráctiles, proliferativas y profibrogénicas. Durante el proceso de cicatrización, estas células producen una gran cantidad de proteínas de la matriz extracelular, principalmente colágeno de tipo I.
- Células de Pit: Son células linfoides residentes en el hígado similares a las células Natural killer. Tienen capacidad citotóxica.
- Colangiocitos o Células ductales: Forman la pared de los pequeños ductos por los que circula la bilis.

## Fisiología del hígado
El hígado está presente en los vertebrados en forma de órgano y en algunos invertebrados en forma de glándula. Es la víscera más voluminosa de la anatomía y una de las más importantes en cuanto a la actividad metabólica del organismo. Desempeña funciones únicas y vitales, entre ellos la síntesis de proteínas plasmáticas, función desintoxicante y almacenamiento de vitaminas y glucógeno. Además elimina de la sangre muchas sustancias que pueden resultar nocivas para el organismo, transformándolas en otras inocuas.
A continuación se resumen las principales funciones del hígado.

### Producción de bilis

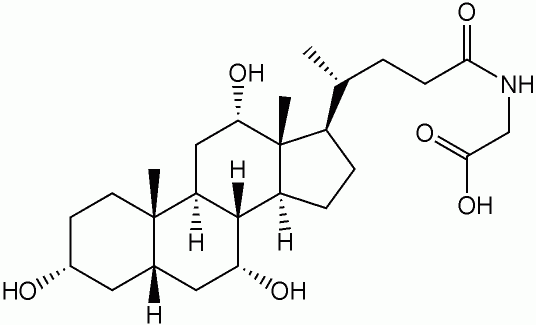
Estructura química del ácido glicocólico

La bilis es necesaria para la digestión de los alimentos, contiene sales biliares formadas por el hígado a partir del ácido glicocólico y ácido taurocólico que a su vez derivan de la molécula de colesterol. La bilis es excretada hacia la vía biliar y se almacena en la vesícula biliar de donde se expulsa al duodeno cuando se ingieren alimentos. Gracias a la bilis es posible la absorción de las grasas contenidas en los alimentos.

### Metabolismo
Las funciones metabólicas del hígado son muy numerosas:
- Metabolismo de los carbohidratos.
  - La gluconeogénesis es la formación de glucosa a partir de algunos aminoácidos, lactato y glicerol;
  - La glucogenólisis es la fragmentación de glucógeno para liberar glucosa en la sangre;
  - La glucogenogénesis o glucogénesis es la síntesis de glucógeno a partir de glucosa.
- Metabolismo de los lípidos.
  - Síntesis de colesterol. El  colesterol fabricado por el hígado es destinado a diferentes fines, forma parte de las membranas celulares y participa en la síntesis de ácidos biliares.
  - Producción de triglicéridos.
  - Conversión de glúcidos y proteínas en ácidos grasos.
- Metabolismo de proteínas.
  - Síntesis de albúmina
  - Síntesis de lipoproteínas para transportar los ácidos grasos a través de la sangre.(VLDL, HDL, LDL)
  - Síntesis de proteínas de transporte como transferrina y ceruloplasmina.
  - Síntesis de factores de coagulación, como el fibrinógeno (I), la protrombina (II), el factor de coagulación V, proconvertina (VII), el factor de coagulación IX y el factor de coagulación X.
  - Síntesis de aminoácidos no esenciales. Los aminoácidos son los constituyentes de todas las proteínas, el hígado solo puede sintetizar los no esenciales, los esenciales es preciso obtenerlos a partir de las proteínas de la dieta.
  - Síntesis de enzimas como la aspartato aminotransferasa y alanina aminotransferasa, imprescindibles para la transaminación.
  - Síntesis de hormonas peptídicas, entre ellas el angiotensinógeno.[23]
  - Síntesis de alfa 1-antitripsina.

### Función inmunológica
- En los sinusoides hepáticos existen gran número de células de Kupffer, que son macrófagos residentes en el hígado que fagocitan bacterias, virus y macromoléculas extrañas al organismo.[24][25]
- El hígado es el órgano que produce la mayor parte de las proteínas que forman el sistema del complemento, el cual está formado por unas 18 glucoproteínas que se encuentran en el suero y se activan de forma secuencial en cascada. Este sistema juega un importante papel en la respuesta inmune.
- El hígado produce la proteína C reactiva, reactante de fase aguda cuya síntesis aumenta considerablemente en los procesos inflamatorios.[26]

### Desintoxicación de la sangre

Molécula de etanol, sustancia tóxica metabolizada por el hígado gracias a la enzima alcohol-deshidrogenasa

- Metabolización del etanol gracias a la enzima alcohol-deshidrogenasa. Esta enzima se localiza principalmente en hígado aunque también está presente en otros tejidos.[27]
- Neutralización de numerosas toxinas.
- Metabolización de la mayor parte de los fármacos. Por ejemplo el paracetamol se metaboliza por el hígado uniéndose con el ácido glucurónico eliminándose de esta forma a través de la orina.
- Transformación del amonio en urea. Este es un importante proceso desintoxicante, ya que la urea es menos tóxica que el amoníaco y se elimina fácilmente a través de la orina.
- Metabolización de la bilirrubina. La bilirrubina es una sustancia tóxica que procede de la degradación de la hemoglobina. El hígado la elimina a través de la bilis tras conjugarla con ácido glucurónico.[24]

### Almacenamiento de sustancias

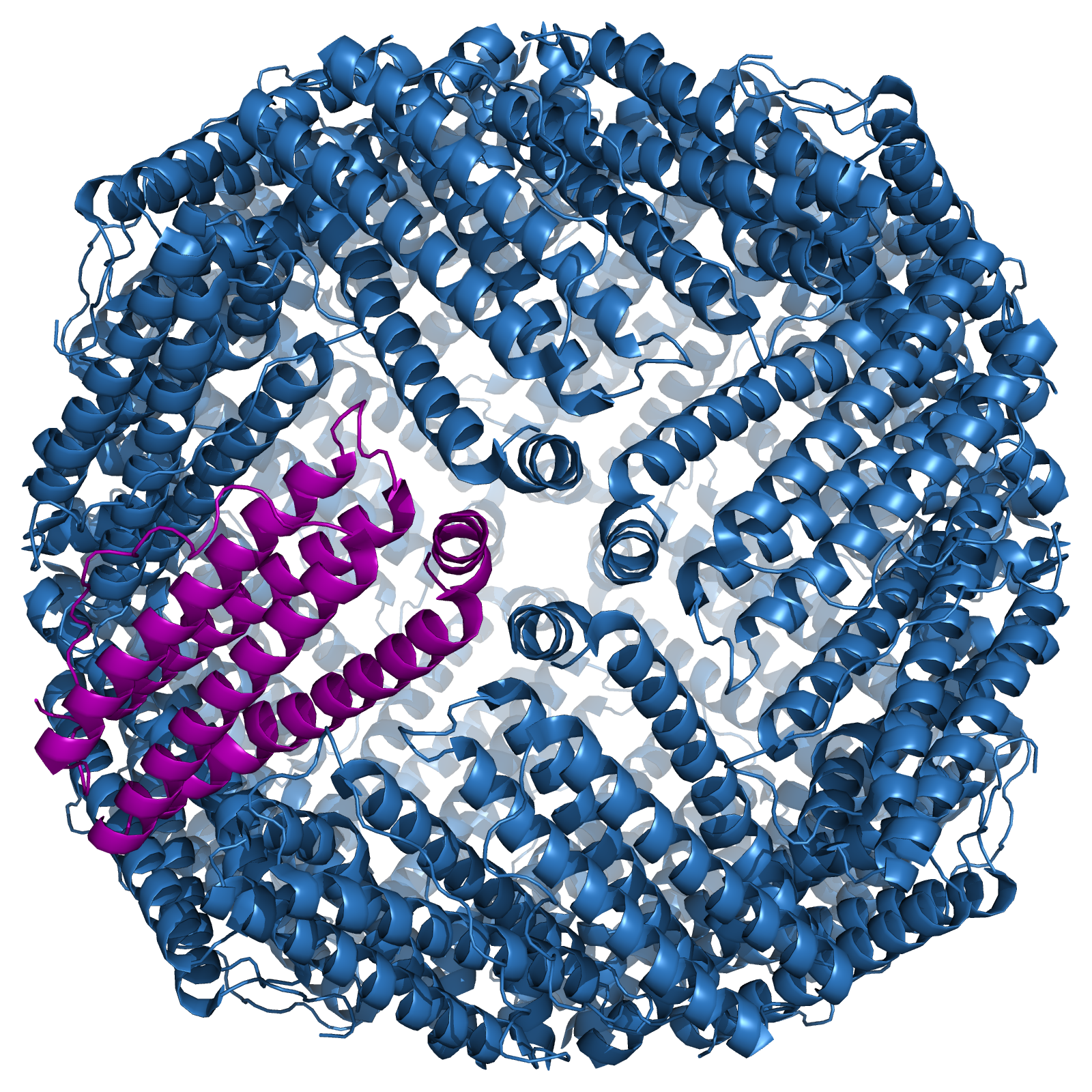
La ferritina es la principal molécula de almacenamiento de hierro

- Glucógeno (un reservorio importante de aproximadamente 150 g);
- Vitaminas, incluyendo vitamina A, vitamina D y vitamina B12
- Minerales, hierro en forma de ferritina, cobre, etc.

### Hematopoyesis
Entre las 12 y 24 semanas de vida intrauterina, el hígado es el principal órgano de producción de glóbulos rojos en el feto. A partir de la semana 24 de la gestación, la médula ósea asume esta función.

## Enfermedades del hígado

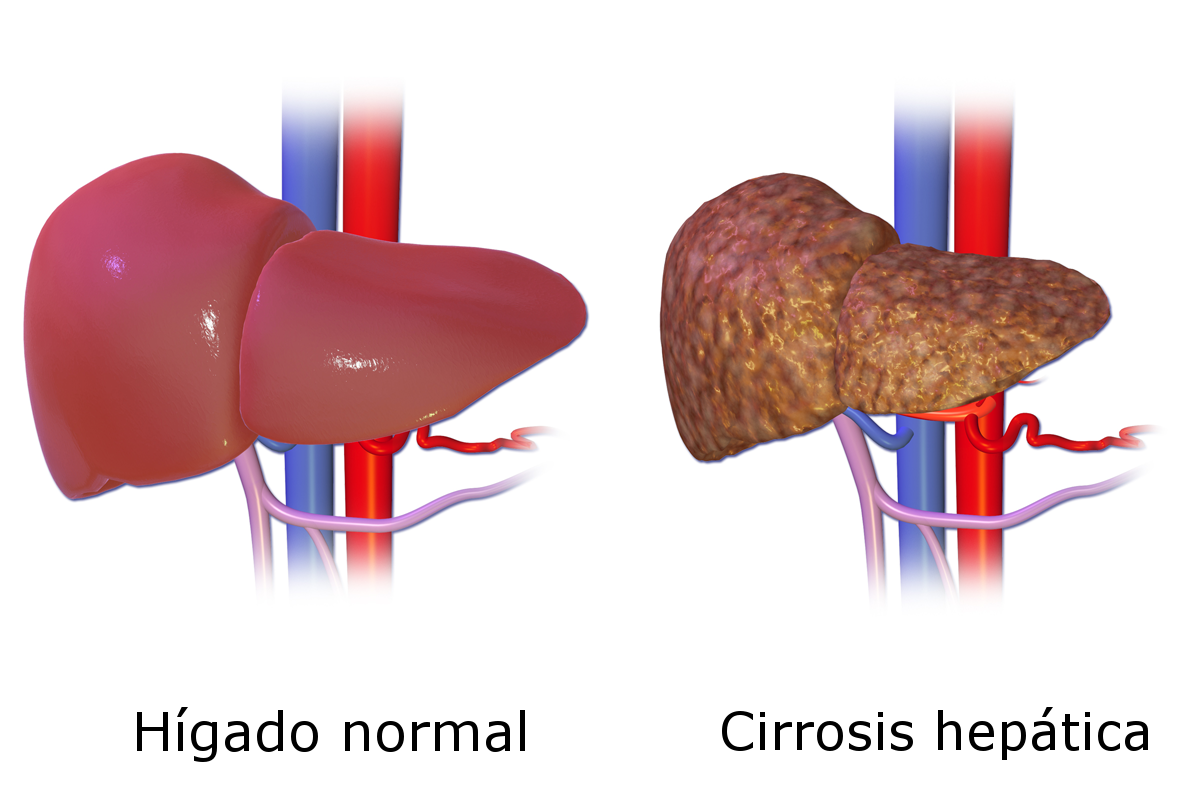
Un hígado normal y otro afectado por cirrosis hepática.

Algunas de las enfermedades del hígado son:
- Hepatitis por virus: hepatitis A; hepatitis B; hepatitis C; hepatitis D; hepatitis E.
- Cirrosis hepática;
- Enfermedades autoinmunes: colangitis esclerosante primaria, cirrosis biliar primaria y hepatitis autoinmune.
- Enfermedades por depósito: Hemocromatosis y enfermedad de Wilson.
- Enfermedades congénitas que provocan aumento de la bilirrubina: síndrome de Gilbert, síndrome de Crigler-Najjar, síndrome de Rotor y síndrome de Dubin-Johnson;
- Esteatosis hepática, incluyendo la esteatosis hepática no alcohólica y la esteatohepatitis no alcohólica.[29]
- Enfermedades vasculares: Síndrome de Budd-Chiari, trombosis de la vena porta.[30]
- Hepatocarcinoma (cáncer de hígado).
- Otras: Hepatopatía alcohólica, absceso hepático, fascioliasis hepática.

## Hígado en zoología

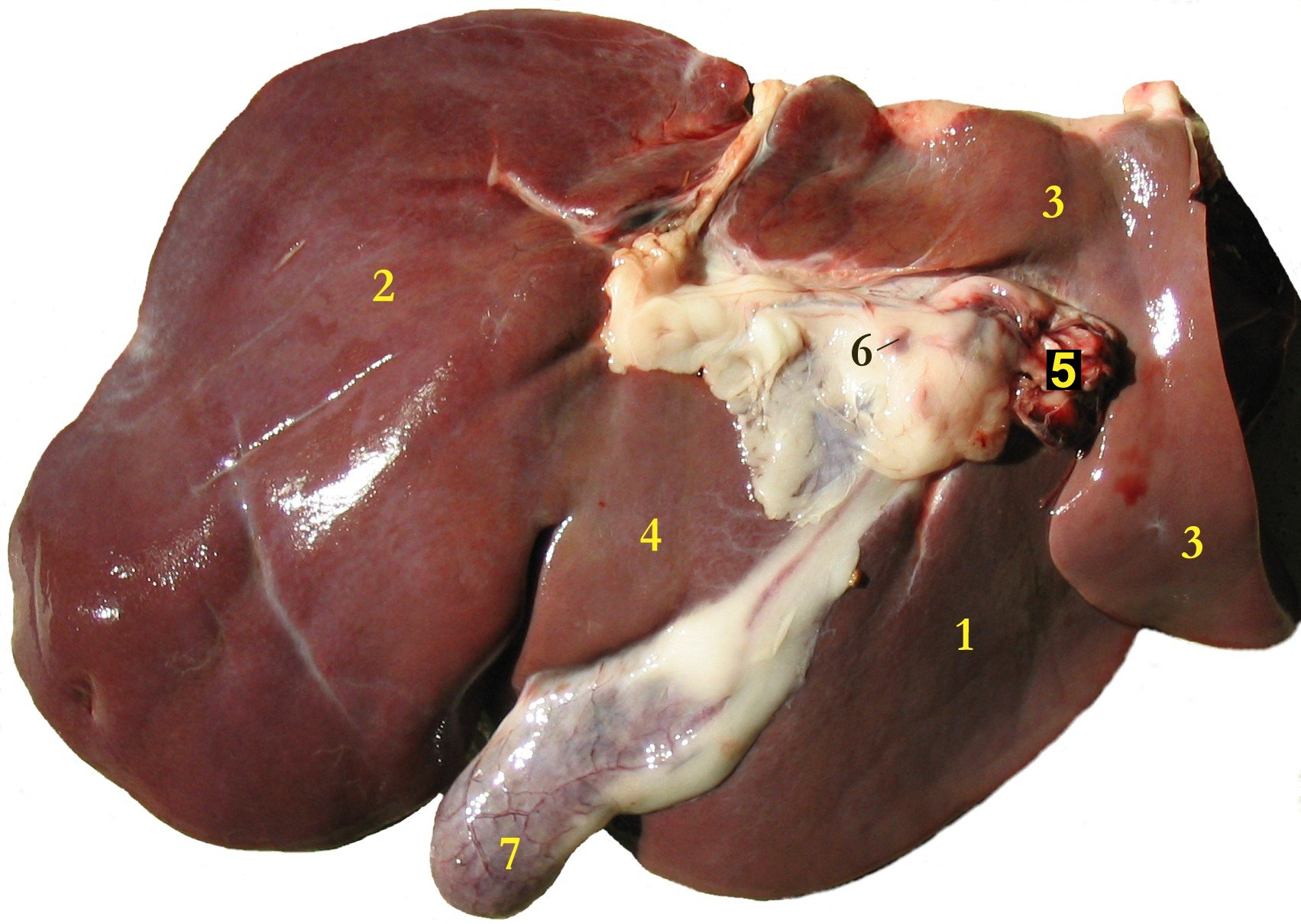
Vista inferior del hígado de una oveja: 1. lóbulo izquierdo, 2. lóbulo derecho, 3. lóbulo caudado, 4. lóbulo cuadrado, 5. arteria hepática y vena porta, 6. ganglios linfáticos, 7. vesícula biliar.

### Perros y gatos
El hígado en los animales mamíferos tiene una estructura y función muy similar a la del ser humano, sin embargo no puede metabolizar las mismas sustancias. En perros y gatos determinados medicamentos como el paracetamol no pueden ser metabolizados fácilmente por el hígado, por lo que resultan tóxicos con dosis muy pequeñas. Por otra parte los gatos pueden presentar una enfermedad específica del hígado que no existe en otros animales, la lipidosis hepática felina.

### Aves
En vertebrados de tamaño reducido y especialmente en las aves, es común denominar a esta víscera como «higadillo» o «higadilla».